# Gabriele Schwarz-Eckart
Gabriele Schwarz-Eckart (* 24. Mai 1937 in Marktoberdorf; † 16. März 1943 im
KZ Auschwitz-Birkenau; auch Gabriele Schwarz und erzwungenermaßen Gabriele Sara Schwarz) war ein deutsches Mädchen jüdischer Herkunft, das im Alter von 5 Jahren im Vernichtungslager Auschwitz-Birkenau Opfer des Holocaust wurde.

## Herkunft
Die Mutter Gabrieles hieß Charlotte Margarete (* 26. April 1904 in Augsburg; genannt Lotte) und war eine von drei Töchtern des jüdischen Ehepaares Karl und Anna Schwarz, die in Augsburg ein Geschäft für Eisenwaren und Haushaltsartikel führten. Ihr Vater starb als Kriegsinvalide 1926, die Mutter 1939.
Charlotte Schwarz wurde 1936 in Liechtenstein schwanger, konnte jedoch dort nicht bleiben und kehrte 1937 nach Deutschland zurück. Weil Verbindungen von Juden und „Ariern“ verboten waren, verschwieg sie den Namen des Vaters ihrer Tochter. Auch sonst ist über die Identität des Vaters, der schon vorher verstorben sein soll, nichts dokumentiert. Einige Quellen sprechen von einem deutschen Gestapo-Mann, andere von einem Schweizer oder Liechtensteiner „Arier“.
Der mit ihr bekannte Kardinal Faulhaber aus München sorgte persönlich dafür, dass Charlotte Schwarz getauft wurde, und stellte ihr darüber hinaus eine Empfehlung nach Amerika aus. Töchterchen Gabriele wurde am 25. Mai 1937, einen Tag nach der Geburt, in der Markt Oberdorfer Krankenhauskapelle ebenfalls katholisch getauft.

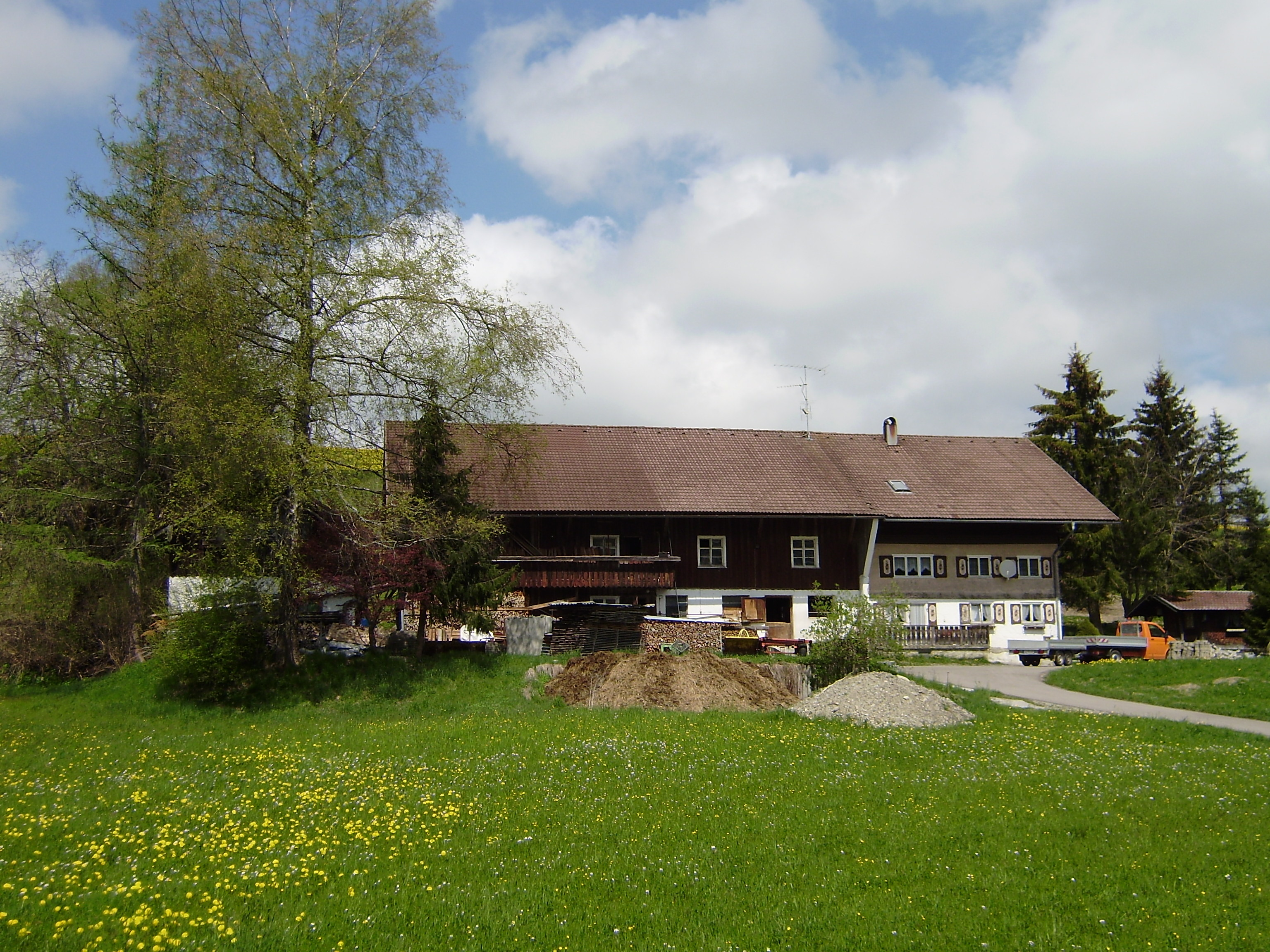
Der Hof der Aicheles in Stiefenhofen-Moos

## Bei Pflegeeltern in Stiefenhofen
Gabriele kam überraschenderweise nach etwa einem Monat als Pflegekind auf den Einödhof von Josef und Theresa Aichele in Stiefenhofen-Moos (Westallgäu). Überbringerin war Rosalia, die Schwester der Bäuerin, die bei der Familie Schwarz in Augsburg als Köchin gearbeitet hatte. Bei der Frage, warum Charlotte Eckart, geb. Schwarz ihr Kind in Pflege abgab, ist man auf Vermutungen angewiesen. Möglicherweise war es trotz christlicher Taufe die Sorge um einen sicheren Platz für ein Kind jüdischer Abstammung. Ein weiterer Grund könnte auch die berufliche Inanspruchnahme gewesen sein, denn Charlotte Eckart hielt sich als Atemlehrerin für Schauspieler viel im Ausland auf, so in den USA und in Liechtenstein, kehrte aber immer wieder nach Deutschland zurück.
Ihre Tochter erlebte auf dem Hof in Stiefenhofen-Moos eine unbeschwerte Kindheit. Die Aicheles nahmen die kleine Gabriele, die sie später „Papa“ und „Mama“ nannte, als fünftes Kind auf. Die „Mutti“ genannte Charlotte Eckart kaufte den Pflegeeltern einen Fotoapparat und bat sie, alle paar Wochen Bilder des Kindes zu schicken.
Auch von Besuchen der Mutter Charlotte und der Großmutter aus Augsburg sind Fotos erhalten.
Der damalige Dorflehrer Johann Pletzer, ein strafversetzter Sozialist, kümmerte sich ebenfalls um das Mädchen und beschrieb es als „ein selten schönes, liebenswertes und begabtes Kind“.
Die Nationalsozialisten verfügten im Anschluss an die 1935 erlassenen Nürnberger Gesetze, dass alle Juden, die andere Vornamen als die vom Reichsinnenministerium festgelegten führten, ab 1. Januar 1939 zusätzlich den Namen „Israel“ bzw. „Sara“ hinzuzufügen hatten. Frau Eckart befolgte dies am 22. Dezember durch einen Antrag beim Standesamt Marktoberdorf (damals Markt Oberdorf), um der angedrohten Strafe zu entgehen.
Daraufhin gab es einen ersten Versuch, Gabriele den Pflegeeltern wegzunehmen, den die Aicheles glücklicherweise abwehren konnten. Sie bemühten sich, nicht aufzufallen, und lösten die mit einem „J“ für „Jude“ gekennzeichneten Lebensmittelmarken für Gabriele vorsichtshalber nicht ein.

## Gewaltsamer Tod der Mutter
In der immer bedrohlicher werdenden Lage versuchte Charlotte Eckart mehrfach, jedoch vergeblich, nach Amerika auszuwandern. Schließlich kam sie im Rahmen der sogenannten Endlösung ins Frauen-Konzentrationslager Ravensbrück und wurde dann am 8. Mai 1942 in der NS-Tötungsanstalt Bernburg an der Saale umgebracht. Einige Tage zuvor, am 27. April, war dort bereits ihre Schwester Johanna umgekommen. Diese hatte zwar einen Christen geheiratet, ihr Sohn kam aber dennoch in ein Konzentrationslager in Jugoslawien, erblindete und kehrte erst nach dem Krieg nach Deutschland zurück. Lediglich Schwester Emmi war zuvor ausgewandert und entging so dem Holocaust.

## Die Verwaltung wird tätig
Nach der sogenannten Reichskristallnacht 1938 war die zweijährige Gabi durch den Namenszusatz Sara von der Verwaltung als Volljüdin registriert. Nach der Ermordung der Mutter 1942 brachte ausgerechnet die Hausbank der jüdischen Familie Schwarz, die Bayerische Hypotheken- und Wechselbank, Zweigstelle Augsburg, einen verhängnisvollen Vorgang in Bewegung: Charlotte Eckart hatte dort ein Konto, von dem sie regelmäßig monatlich 30 Reichsmark an die Pflegeeltern ihres Kindes in Stiefenhofen überweisen ließ. Als die Bank am 17. Juni 1942 Nachricht vom Ableben der Kontoinhaberin erhielt, unterrichtete sie noch am selben Tag die Dienststelle für Vermögensverwaltung beim Oberfinanzpräsidium München und fragte, ob die Überweisung weiterhin getätigt werden solle. Diese leitete die Anfrage am 11. Januar 1943 an die Gestapo weiter. Dort kümmerte sich Johann Pfeuffer, SS-Hauptsturmführer und Leiter des für Judenfragen zuständigen Referats der Gestapo-Leitstelle München, weiter um die Angelegenheit. In einem Schreiben vom 10. Februar 1943 wies er den Landrat in Sonthofen darauf hin, dass es nicht angängig sei, dass ein Kind jüdischer Abstammung von deutschblütigen Eltern erzogen wird. Schon drei Tage später, am 13. Februar, wurde Gabriele abgeholt. Wiederum kurz danach, am 27. Februar 1943, schrieb der Oberfinanzpräsident (damals Christian Weisensee) an die Bank, es müssten keine Unterhaltsbeiträge mehr bezahlt werden.

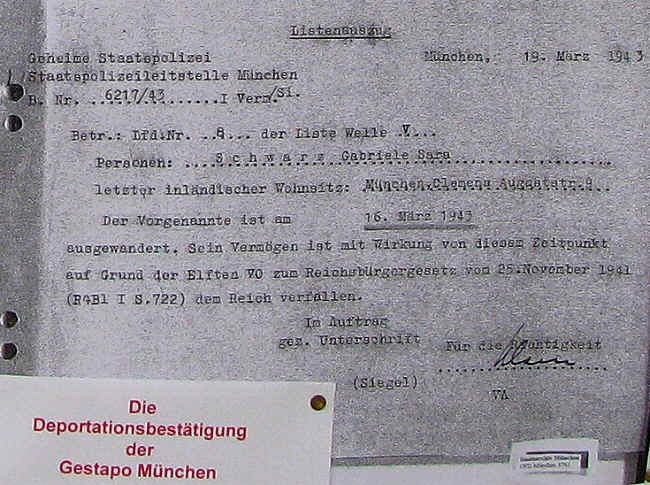
Deportationsbestätigung der Gestapo München für Gabriele Sara Schwarz

## Weiterer Weg
Die fünfjährige Gabriele Schwarz-Eckart kam zuerst nach Immenstadt, dann nach München. Kurz darauf erhielten die Aicheles den Koffer ihres Schützlings einschließlich aller mitgegebenen Gegenstände zurück. In München war das Mädchen kurze Zeit im Jüdischen Sammellager Berg am Laim.
Pflegevater Josef Aichele wollte das Mädchen nicht kampflos aufgeben. Er fuhr zusammen mit dem Vormund Gabrieles, dem Rechtsanwalt Ludwig Dreifuß (ab Februar 1945 selbst Häftling im Ghetto Theresienstadt und nach dem Krieg Bürgermeister von Augsburg), nach München und versuchte bei mehreren Verwaltungsstellen Gabriele freizubekommen. Er kam sogar bis in ihre Nähe und konnte sie durch das Schlüsselloch mit anderen Kindern spielen sehen. Doch der verzweifelte Rettungsversuch scheiterte. Kurz danach ging ein Transport nach Auschwitz ab und die fünfjährige Gabriele wurde unmittelbar nach dem Eintreffen ermordet.
In den offiziellen Dokumenten liest sich dieser Vorgang makabrerweise so: Gabriele Sara Schwarz „wanderte“ am 16. März 1943 nach Auschwitz „aus“. Ihr Vermögen, dreitausend von der Mutter ererbte Reichsmark in Wertpapieren, wurde an die Reichshauptkasse überwiesen.
Der Veranstalter der Ausstellung Zug der Erinnerung fasste im April 2009 das kurze Leben der Gabriele Schwarz-Eckart wie folgt zusammen: Drei Wochen in Marktoberdorf – Fünfeinhalb Jahre in Stiefenhofen – Vier Wochen im Judenlager München (Berg am Laim) – Vier Tage im Zug nach Auschwitz – Eine Stunde in Auschwitz.

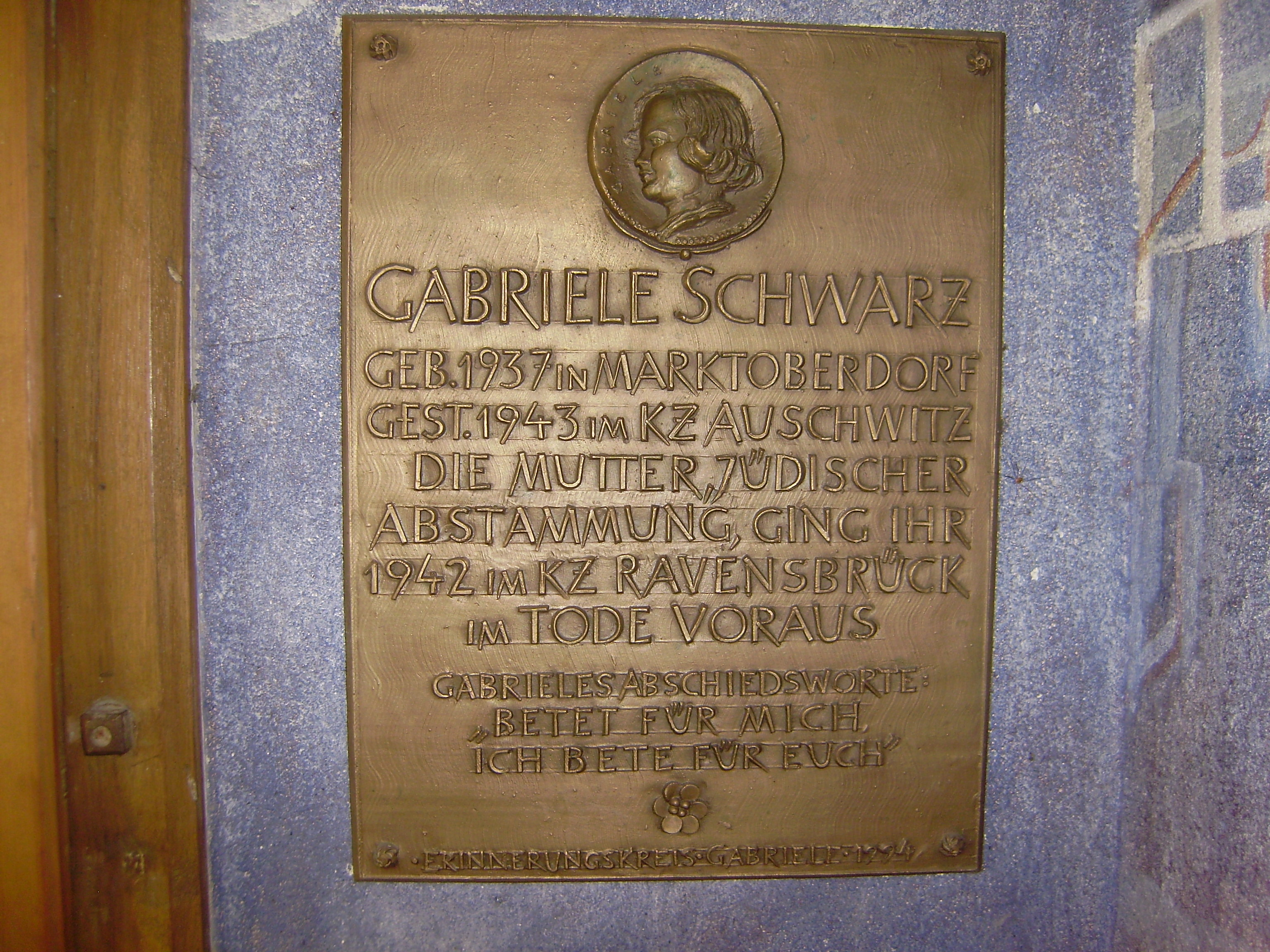
Gedenktafel Gabriele Schwarz

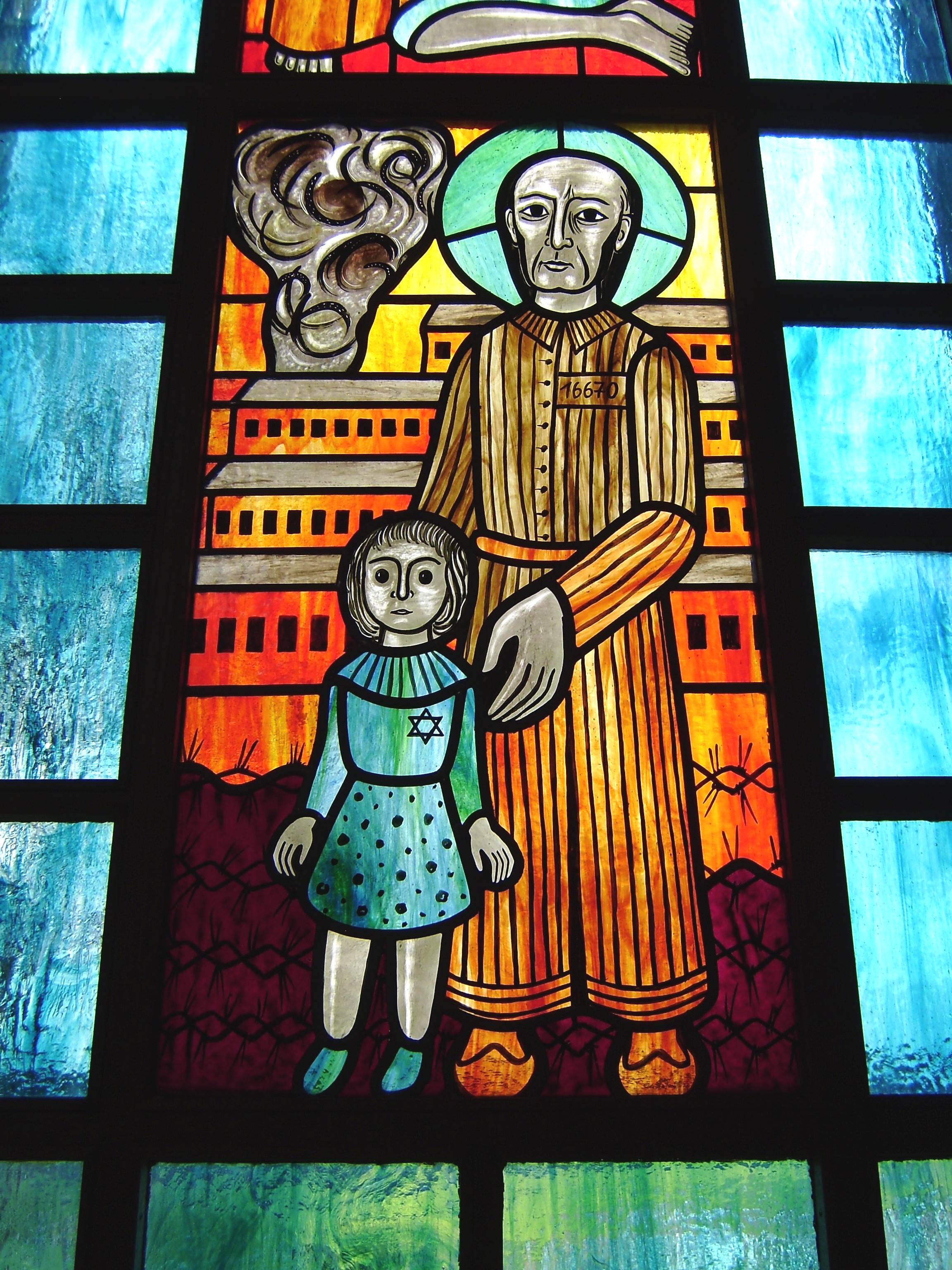
Pestkapelle Stiefenhofen, Glasbild

## Erinnerung
Im Jahr 1994 sollte eine Gedenktafel über das Schicksal von Gabriele Schwarz an der Pfarrkirche von Stiefenhofen angebracht werden. Wegen Streitigkeiten im Ort über die Beurteilung von handelnden Persönlichkeiten wurde sie schlussendlich in der kleinen Spinnerkapelle des Nachbarortes Oberstaufen angebracht. Seit dem Jahr 2020 hängt die Gedenktafel am ursprünglich geplanten Platz an der Pfarrkirche von Stiefenhofen.
Die Pestkapelle bei Stiefenhofen erhielt anlässlich ihrer Renovierung in der Nordwand einen fünfteiligen Glasbilderzyklus der Franziskanerin Sr. Maria Ludgera Haberstroh aus dem Kloster Reute bei Bad Waldsee, aus dem ein Werk der Gabriele Schwarz und dem ebenfalls in Auschwitz ermordeten Pater Maximilian Kolbe gewidmet ist.
Der Regisseur Leo Hiemer, dessen Mutter die kleine Gabriele selbst gekannt hatte, verfilmte 1983 nach akribischer Recherche den Stoff unter dem Titel Leni... muss fort. Der Film erhielt das Prädikat „besonders wertvoll“ und viele in- und ausländische Preise.